# Hydrogenophilales
Ordre
Familles de rang inférieur
- Hydrogenophilaceae

Les Hydrogenophilales sont un ordre des Betaproteobacteria comprenant une seule famille : les Hydrogenophilaceae.

## Taxonomie

### Étymologie
L'étymologie de cet ordre est le suivant : Hy.dro.ge.no.phi.la’les. N.L. masc. n. Hydrogenophilus, genre type de l'ordre; L. fem. pl. n. suff. -ales, suffixe pour décrire un ordre; N.L. fem. pl. n. Hydrogenophilales, l'ordre des Hydrogenophilus,.

### Historique
Décrit en 2005 dans le Bergey's Manual of Systematic Bacteriology, l'ordre des Hydrogenophilales a été classé parmi les betaproteobactéries sur la base des analyses des séquences de l'ARNr 16S. Il compte à cette date, la seule famille des Hydrogenophilaceae et deux genres bactériens, Hydrogenophilus (genre type de l'ordre) et Thiobacillus.
En 2017, cet ordre est reclassé dans une nouvelle classe appelé Hydrogenophilalia avec le transfert du genre Thiobacillus dans l'ordre Nitrosomonadales. Le nom de cette classe a été publié de manière valide mais il est illégitime  car il contrevient à la loi n°8 du code de nomenclature des procaryotes et doit être renommé.